# Bahnhof Leese-Stolzenau
Der Bahnhof Leese-Stolzenau ist ein Bahnhof in Leese an der Bahnstrecke Nienburg–Minden, auch Natobahn genannt. Am Bahnhof hält zweistündlich der Regional-Express nach Nienburg (Weser) und Bielefeld.

## Geschichte
Seit 1898 war Leese an die meterspurige Steinhuder Meer-Bahn angeschlossen, deren Betrieb nach Leese allerdings schon 1935 aufgrund geringer Auslastung endete.
Die erste Fahrt auf der Strecke Leese–Minden fand am 2. Mai 1921 statt, am Folgetag trat der erste Fahrplan für die Gesamtstrecke in Kraft.
Der Bahnhof Leese-Stolzenau lag bis zur Stilllegung am 30. Mai 1976 an der Bahnstrecke Stadthagen–Stolzenau, welche zum Schluss nur noch im Güterverkehr bedient wurde. Die Strecke wurde mittlerweile abgebaut.
Am 30. Juni 2017 kollidierten zwei Güterzüge im Bahnhof. Die beiden Triebfahrzeugführer wurden schwer verletzt. Waggons entgleisten und rollten die Böschung hinunter zur Straße Zappenberg.
Seit dem 1. April 2019 ist der Bahnhof Leese-Stolzenau zusammen mit den Bahnhöfen Eystrup und Rinteln (Landkreis Schaumburg) in der Zone F (damals Außenring 3) des GVH angesiedelt.
In Zukunft soll der mittlerweile in die Jahre gekommene Bahnhof umgestaltet und in das Netz der S-Bahn Ostwestfalen aufgenommen werden.

## Anlagen
Der Bahnhof verfügt über einen Haus- und Mittelbahnsteig, wovon lediglich nur das Gleis 2 des Mittelbahnsteigs im Personenverkehr bedient wird. Um dorthin zu gelangen, müssen zwei Gleise niveaugleich passiert werden. Güter- oder umgeleitete Fernverkehrszüge können ein bahnsteigloses Gleis zum Durchfahren des Bahnhofs oder Warten auf einen Gegenzug nutzen.

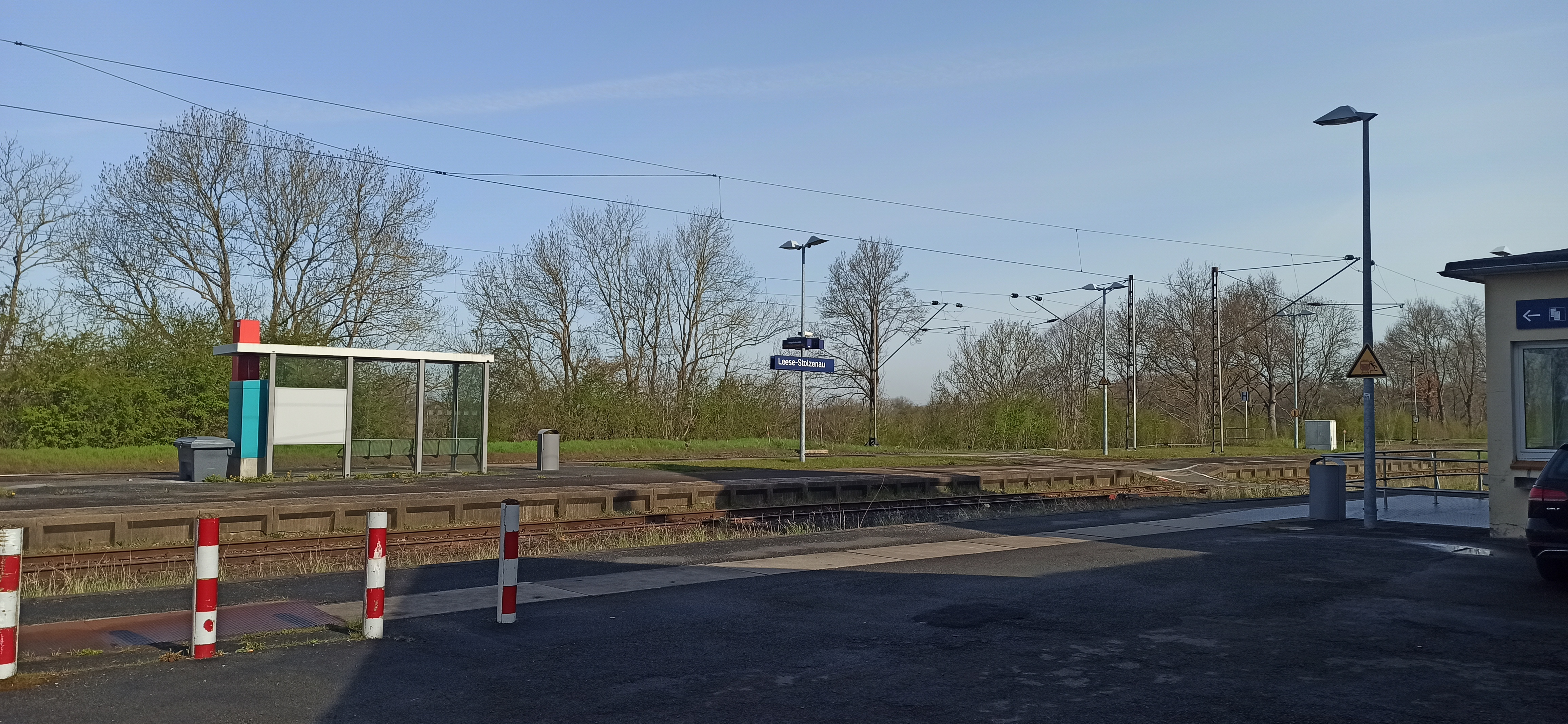
Mittelbahnsteig in Leese

Die Signale im Bahnhof werden mechanisch vom Stellwerk Lsf (Leese Süd Fahrdienstleiter) im Bahnhofsgebäude angesteuert.
Die Bushaltestelle Leese, Abzweig Bahnhof befindet sich ca. 300 Meter vom Bahnhof entfernt, da dieser in einer Stichstraße liegt.

## Verkehrsanbindung

### Regionalverkehr
Der von der Eurobahn betriebene Regionalexpress 78, auch Porta-Express genannt, verkehrt zweistündlich zwischen Nienburg/Weser und Bielefeld. Der erste Zug startet morgens allerdings bereits aus Rheda-Wiedenbrück. Nach Ausbau der Natobahn soll ein einstündiger Takt hergestellt werden. Aktuell (Stand Oktober 2024) hat die Eurobahn allerdings Probleme, den Betrieb aufrechtzuerhalten, weswegen entweder der Schienenersatzverkehr oder die Centralbahn mit eigenen Fahrzeugen einspringt.
| Linie | Linienverlauf | Takt    | Betreiber |
| ----- | --- | ------- | --------- |
| RE 78 | Porta-Express: Nienburg (Weser) – Leese-Stolzenau – Petershagen-Lahde – Minden (Westf) – Porta Westfalica – Bad Oeynhausen – Löhne (Westf) – Herford – Bielefeld Hbf Stand: Fahrplanwechsel Dezember 2023 | 120 min | Eurobahn  |

### Güterverkehr
Der Bahnhof dient aufgrund der Eingleisigkeit der Strecke als Kreuzungsbahnhof für den Güterverkehr. Richtung Norden gibt es erst wieder in Estorf und in Richtung Süden in Windheim eine Ausweichstelle. Der Regionalverkehr nutzt den Bahnhof planmäßig nicht zum Kreuzen. Das Güterverkehrsaufkommen ist hoch, da vom Rangierbahnhof Maschen bei Hamburg in das Ruhrgebiet und weiter nach Süddeutschland sowie der Containerverkehr der Seehäfen ins Hinterland gefahren wird.